# Јанко Туфегџић
Јанко Туфегџић (Шабац, 1907 – новембар 1944) био је српски и југословенски књижевник и новинар, професор југословенске књижевности, резервни пешадијски капетан II класе Југословенске војске и шеф пропагандног одсека Церско-мајевичке групе корпуса Југословенске војске у Отаџбини.

## Биографија

### Образовање и каријера
Рођен је 1907. године у Шапцу, као син бадовиначког свештеника Драгољуба Туфегџића и Персиде Веселиновић, кћерке књижевника Јанка Веселиновића, писца историјског романа Хајдук Станко.
Завршио је студије југословенске књижевности на Филозофском факултету Универзитета у Београду. Примљен је у Удружење српских књижевника 1928. године. Исте године, излази и његова прва збирка песама под називом Беспућа и блудње. Већ наредне године, излази и његова друга збирка песама Звездани хлад. Радио је као новинар листа Правда до 1938. године, а био је и уредник Ошишаног јежа и стални дописник Политике. Спријатељио се са Милошем Црњанским у време сукоба са књижевном левицом, који је водио преко часописа Идеје.
Говорио је француски, енглески и чешки, а служио се италијанским и немачким језиком.

### Други светски рат
Јанко Туфегџић је имао чин резервног пешадијског капетана II класе Југословенске војске, уочи Априлског рата 1941. године. Његов синовац гардијски мајор Војислав Туфегџић, командант Церског корпуса Југословенске војске у Отаџбини, позвао је Јанка да му се придружи, што је овај и учинио. Као истакнути новинар, одмах је преузет у штаб команданта Церско-мајевичке групе корпуса под командом пуковника Драгослава Рачића и постављен за шефа пропагандног одсека. Углавном је боравио у пећини у селу Горње Кошље на планини Бобији, организовао једну штампарију и уређивао новине Глас Цера, Шумске вести, Уљез…
Пошто је пуковник Рачић са својим војницима изградио цркву брвнару у селу Савковић, током зиме 1943. године у њој се венчавају Јанко Туфегџић и матуранткиња шабачке гимназије Зора Новаковић из села Клења. Венчани кум им је био пуковник Драгослав Рачић. Уочи повлачења у Босну крајем 1944. године, родила им се кћерка Планинка. После новембра 1944. године, судбина Јанка Туфегџића није позната. Постоје наводи да је на превару убијен у једном муслиманском селу где је заноћио.

## Књижевност Јанка Туфегџића
У песмама које је писао последњих година живота, Туфегџић је опевао личности и војевања Југословенске војске у Отаџбини. Између осталог, опевао је опсаду Шапца и ослобођење Бање Ковиљаче 1941. године.
Ове песме су остале у рукописима, а сачувала их је његова кћерка Планинка, која их је потом предала својим синовима - Јанку и Стевану Марковачком. Његове три збирке са додатком ових необјављених песама, штампане су 2017. године.

## Дела
- Беспућа и блудње (1928);
- Звездани хлад (1929);
- Невидљиве битке (1940);
- Песме . 2017.  978-86-920331-1-7. - три објављене и једна необјављена збирка.